# Geograpsus lividus
Geograpsus lividus är en kräftdjursart som först beskrevs av H. Milne Edwards 1837. Geograpsus lividus ingår i släktet Geograpsus, och familjen ullhandskrabbor. Inga underarter finns listade i Catalogue of Life.